# Jorge Bolaño
Pour les articles homonymes, voir Bolaño.
Bolaño  Correa est un nom espagnol. Le premier nom de famille, en général paternel, est Bolaño ; le second, en général maternel, souvent omis, est Correa.
Jorge Eladio Bolaño Correa, né le 28 avril 1977 à Santa Marta (Colombie) et mort le 6 avril 2025 à Cúcuta, est un footballeur colombien, qui évolue au poste de milieu de terrain au Cúcuta Deportivo. Au cours de sa carrière, il joue à l'Atlético Junior, à Parme, à la Sampdoria, à Lecce et au Modena FC ainsi qu'en équipe de Colombie.
Bolaño marque un but lors de ses trente-six sélections avec l'équipe de Colombie entre 1995 et 2003. Il participe à la coupe du monde de football en 1998 et à la Copa América en 1999 avec la Colombie.

## Biographie
Il a joué pour l'Atlético Junior en Colombie, avant d'aller en Italie à Parme, à la Sampdoria, à Lecce et enfin au Modena FC. Sa première apparition en Serie A a eu lieu le 5 décembre 1999 lors du match Parme - Torino (Victoire 4-1 de Parme).
Il a participé à la Coupe du monde 1998 avec l'équipe de Colombie. Il possède 36 sélections (1 but) en équipe nationale.

## Clubs
- 1993-1999 : Atlético Junior
- 1999-2002 : Parme AC
- 2002-2003 : Sampdoria
- 2003-2004 : Lecce
- 2004-2007 : Parme FC
- 2007-2009 : Modena FC
- 2010- : Cúcuta Deportivo  [2]

## Palmarès

### En équipe nationale
- 36 sélections et 1 but avec l'équipe de Colombie entre 1995 et 2003.
- Quart-de-finaliste de la Copa América 1999.
- Participe au premier tour de la coupe du monde 1998.

### Avec l'Atlético Junior
- Vainqueur du Championnat de Colombie de football en 1993 et 1995.